# Purbach am Neusiedler See
Purbach am Neusiedler See is een gemeente in de Oostenrijkse deelstaat Burgenland, gelegen in het district Eisenstadt-Umgebung (EU). De gemeente heeft ongeveer 2600 inwoners.

## Geografie
Purbach am Neusiedler See heeft een oppervlakte van 45.84 km². Het ligt in het uiterste oosten van het land.
Purbach am Neusiedler See ligt ook aan de uitlopers van het Leithagebergte en is ook een wijndorp. Een brede rietkraag scheidt het dorp van het meer.
Breitenbrunn am Neusiedler See · Donnerskirchen · Großhöflein · Hornstein · Klingenbach · Leithaprodersdorf · Loretto · Mörbisch am See · Müllendorf · Neufeld an der Leitha · Oggau am Neusiedler See · Oslip · Purbach am Neusiedler See · Sankt Margarethen im Burgenland · Schützen am Gebirge · Siegendorf · Steinbrunn · Stotzing · Trausdorf an der Wulka · Wimpassing an der Leitha · Wulkaprodersdorf · Zagersdorf · Zillingtal
- Gemeinsame Normdatei: 4406481-0
- MusicBrainz: 97e7c212-84e8-4132-809e-6457b3825297
- Nationale Bibliotheek van Tsjechië: ge760483
- Virtual International Authority File: 240520430
- WorldCat: E39PBJxRC9kQRMjHHkpkMwwt8C